# Єкимоуцьке городище
47°41′35″ пн. ш. 28°54′03″ сх. д. / 47.69306° пн. ш. 28.90083° сх. д.

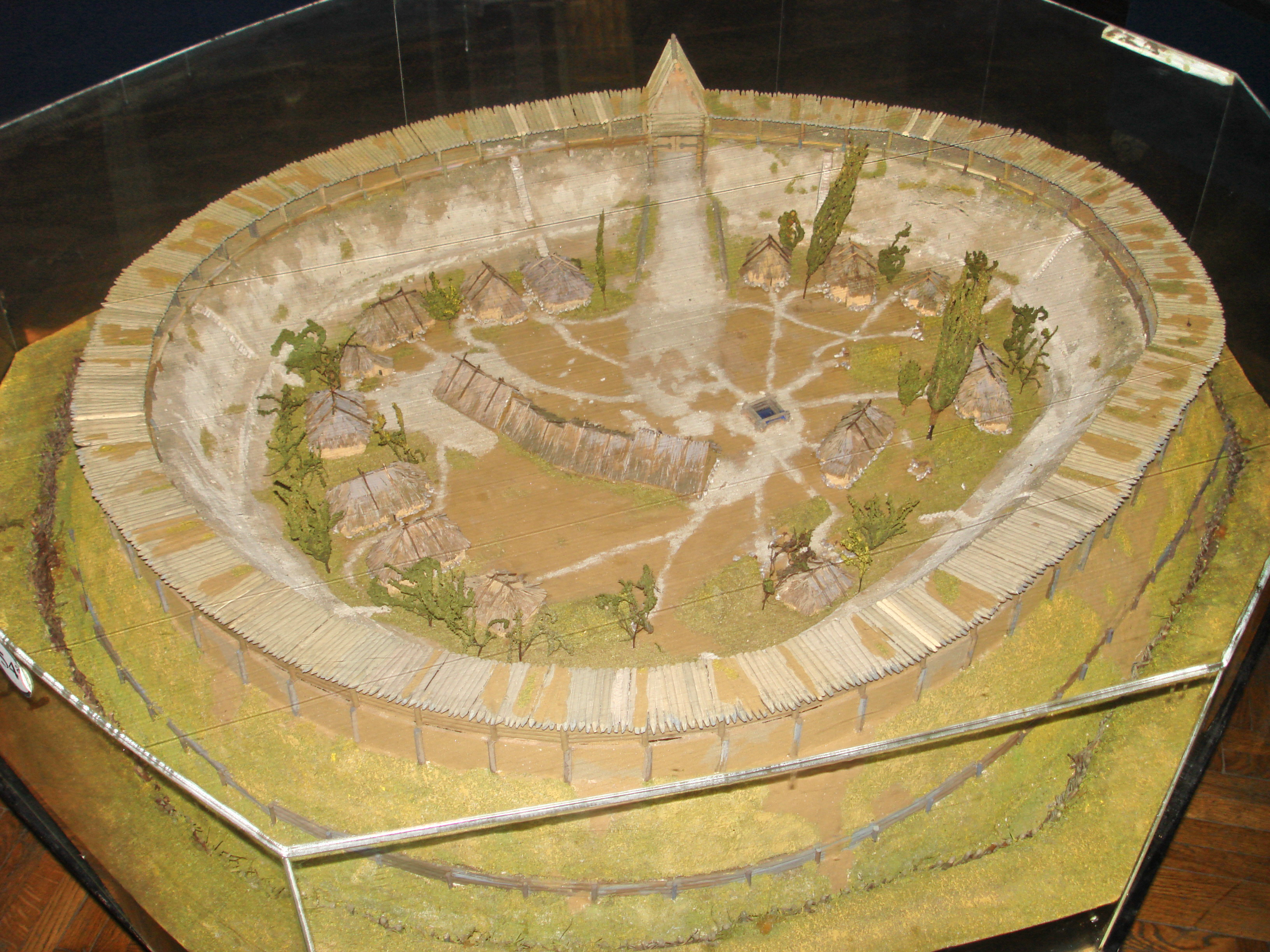
Макет Єкимоуцького городища

Єкимауци — слов'янське городище поблизу села Єкімеуць Резінського району Молдови кінця IX століття — 1-ї половини XI століття, що належало племені тиверців.
При розкопках було встановлено, що городище зазнало раптового руйнування внаслідок запеклої битви та штурму в 1-й половині XI століття. Найімовірніше, воно було спалено кочівниками (можливо печенігами чи половцями). З того часу поселення не відновлювалося. За час розкопок у 1950, 1951 та 1952 роках експедиція розкрила понад 3 тис. м² (0,3 га) площі городища. Розкопки Г. Б. Федорова 1950—1952 і 1964 роках відкрили картину оборони поселення: скелети полеглих у бою, різну давньоруську та кочівницьку зброю, сліди згарищ. Було знайдено багато цінних для істориків предметів. Деякі з них самі власники, рятуючи від ворога, закопали в землю, де вони й збереглися донині. Вище за городища, за валом, і на протилежному північному схилі лощини розташовані одночасні городищу селища.
Городище має овальну форму (розмір плато 70 на 86 метрів). Воно було оточене ровом глибиною близько 4 метрів та валом. Житла та майстерні розташовувалися біля внутрішнього схилу валу, в центрі було водоймище. Товстостінна кераміка з нижніх шарів Єкимауцького городища нагадує кераміку слов'янських селищ лука-райковецької культури, ряд керамічних форм схожий на форми ранньої кераміки моравської блучинської культури. Основними заняттями населення були ремесло та землеробство. Відкрито майстерні коваля та ювеліра з наборами інструментів та готових виробів. Знайдені предмети, зроблені у Візантії та Середній Азії. Спочатку укріплене поселення в Єкимауцах було общинним центром, про що свідчить великий громадський будинок, розкопаний у центрі укріпленого майданчика. Навколо городища був посад площею прибл. 40 га, мешканці якого займалися, крім землеробства, виплавкою та обробкою заліза. Це поселення в X — першій половині XI століття набуло характеру ранньофеодального міста. У городищі було зібрано безліч предметів, ідентичних із поширеними у Стародавній Русі, а частиною явно завезених із Києва. Було знайдено велику кількість пряслиць (деталей ручного веретена) з червоного шиферу, який видобував лише в одному місці в Європі — поблизу Овруча на Волині, де з нього виготовляли пряслиця, що доставлялися в слов'янські землі. Знайдені та прикраси тонкої ювелірної роботи, зброя (мечі, наконечники копій та стріл), глиняний посуд. Усі вони того ж типу, що і речі, виявлені в інших городищах Давньоруської держави.
Поряд із Єкімауцами, у Східній Європі виявлено ще кілька ремісничих центрів, на яких функціонували майстерні, що виготовляли прикраси, декоровані зернами — Алчедарське городище у Пруто-Дністровському регіоні, Червоне на Південному Бузі, Іскоростень на Дніпровському Правобережжі.